# M.E.D.
Nick Rodriguez, mais conhecido por seu nome artístico M.E.D. (às vezes estilizado como  MED e anteriomente Medaphoar), é um rapper americano de Oxnard, Califórnia. Ele assinou contrato com a Stones Throw em 2000, o rapper frequentemente faz colaborações frequentes com o Produtor musical, Madlib

## vida e carreira
Nick Rodriguez cresceu em uma família em Oxnard, Califórnia. Depois de participar do álbum Soundpieces: Da Antidote (1999) de Lootpack, Peanut Butter Wolf o convidou para se juntar à Stones Throw. Ele também participou de The Unseen, de Quasimoto, e Shades of Blue, de Madlib.

## Discografia

### Álbuns de estúdio
- Push Comes to Shove (2005)
- Classic (2011)
- Theme Music (2014) (with J. Rocc, as Axel F.)
- Bad Neighbor (2015) (with Blu and Madlib)
- Child of the Jungle (2019) (with Guilty Simpson)
- Flying High (2022) (with Madlib, LMNO, and Declaime as LMD)

### Compilação de canções
- Bang Ya Head (2005)
- Bang Ya Head II (2009)
- Bang Ya Head 3 (2010)
- Bang Ya Head 4 (2016)

### EPs
- The Burgundy (2013) (with Blu and Madlib)
- Psychedelic Weather (2015) (with Otakhee)
- The Turn Up (2017) (with Blu and Madlib)
- Loyalty (2018) (with Guilty Simpson)

### Músicas
- "In Rhymes We Trust" (2001)
- "Place Your Bet" (2002)
- "Overdue" (2002)
- "What U in It For?" (2003)
- "Push" (2005)
- "Get Back" (2005)
- "Don't Sleep" (2005)
- "100 Dolla Bills" (2009)
- "Where I'm From" / "Classic" (2010)
- "The Buzz" / "Peroxide" (2013) (with Blu and Madlib)
- "Classic (Dexter Remix)" (2014)

### Participações especiais
- Lootpack - "Level Zero", "Wanna Test", and "Episodes" from Soundpieces: Da Antidote (1999)
- Quasimoto - "24-7" from The Unseen (2000)
- Madlib - "Please Set Me at Ease" from Shades of Blue (2003)
- Wildchild - "Knicknack 2002" and "Feel It" from Secondary Protocol (2003)
- Madvillain - "Raid" from Madvillainy (2004)
- Oh No - "The Ride" from The Disrupt (2004)
- Quasimoto - "The Exclusive" from The Further Adventures of Lord Quas (2005)
- Oh No - "Keep It Lit" from Exodus into Unheard Rhythms (2006)
- J Dilla - "Jungle Love" from The Shining (2006)
- Guilty Simpson - "The Future" from Ode to the Ghetto (2008)
- Gangrene - "Breathing Down Yo Neck" from Gutter Water (2010)
- Quakers - "Fitta Happier" from Quakers (2012)
- Oh No - "Jones's" from Disrupted Ads (2013)
- Blu - "Brown Sugar" from Good to Be Home (2014)
- Lucio Bukowski & Declaime - "Personal History" from Aucun Potentiel Commercial (2017)
- Blu & Oh No - "Boogie to Flex" and "Made the Call" from A Long Red Hot Los Angeles Summer Night (2019)